# Adriaen van de Venne
Adriaen Pietersz. van de Venne (Delft, 1589 circa – L'Aia, 12 novembre 1662) è stato un pittore, poeta, disegnatore, incisore ed editore olandese del secolo d'oro.

## Biografia

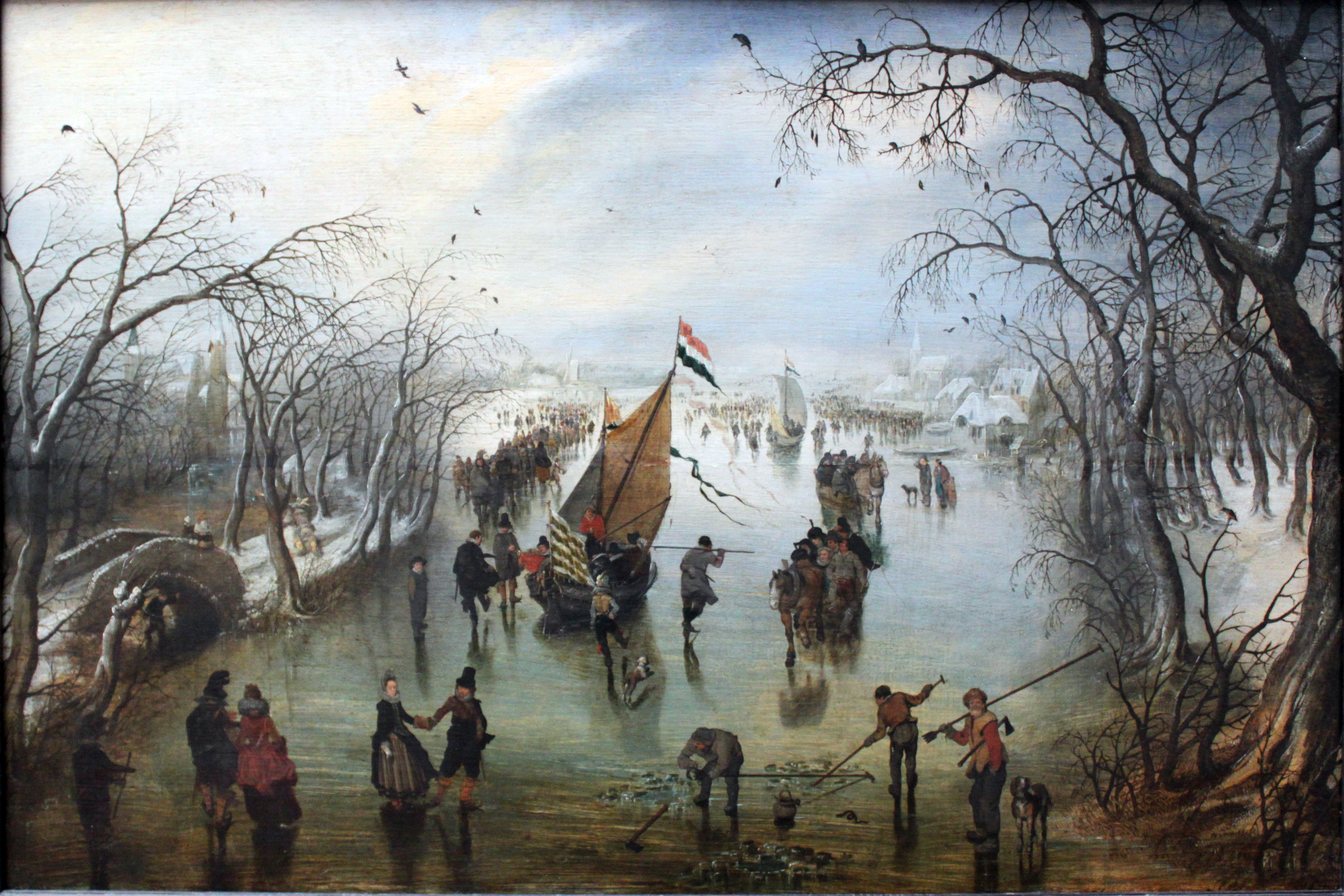
L'inverno (1614)

Figlio di un emigrante fiammingo di Lierre, fuggito a Delft a causa della guerra e delle persecuzioni religiose, si iscrisse nel 1605 all'Università di Leida, tuttavia la sua istruzione fu parzialmente da autodidatta. Si formò alla scuola di Simon de Valck, orefice a Leida, oltre che pittore e Jeronymus van Diest, pittore di grisaglie all'Aia. Fu, poi, ad Anversa nel 1607. A partire dal 1608 e fino al 1625 operò a Middelburg, dove si sposò nel 1614. Nel 1625 si trasferì all'Aia, dove, nello stesso anno, aderì alla locale Corporazione di San Luca e dove rimase fino al 1662. Qui, probabilmente, lavorò come pittore di corte e nel 1640 divenne decano della gilda. Nel 1656 fu tra i fondatori della Confrerie Pictura.
Rappresentò varie tipologie di soggetti tra cui soggetti di genere, in particolare di ambiente contadino e interni, soggetti storici, religiosi, paesaggi, in particolare invernali, architetture e ritratti, generalmente di piccolo formato. Eseguì, inoltre, miniature e decorazioni a grisaglia nei toni del grigio e del marrone, per le quali era ben noto e in cui spesso ritraeva poveri e storpi, realizzate in gran parte dopo essersi trasferito all'Aia. Le opere di quest'ultimo periodo presentano intenti moralistici e sociali. Van de Venne fu, anche, illustratore di libri, grafico, propagandista politico e poeta, collaborando con il fratello Jan, un noto editore e mercante d'arte. Molti scrittori olandesi, tra cui Jacob Cats, lo assunsero per illustrare i loro libri d'emblemi, un genere particolarmente in voga in quel periodo.
Le sue opere, simili a quelle di Mattheus Molanus e di Christoffel van den Berghe, presentano reminiscenze di Jan Brueghel e di Gillis van Coninxloo, di cui può considerarsi un seguace, soprattutto per quanto riguarda i paesaggi e l'illustrazione dei proverbi. Il suo stile influenzò François Ryckhals e Antoine Le Nain.
Willem, Magdalena e Crispijn van de Passe II realizzarono incisioni a partire da suoi disegni.
Si formarono alla sua scuola Leonard Bramer, Sybrand van Beest, e i figli Huijbregt van de Venne, autore di grisaglie, e Pieter van de Venne, pittore di nature morte floreali.

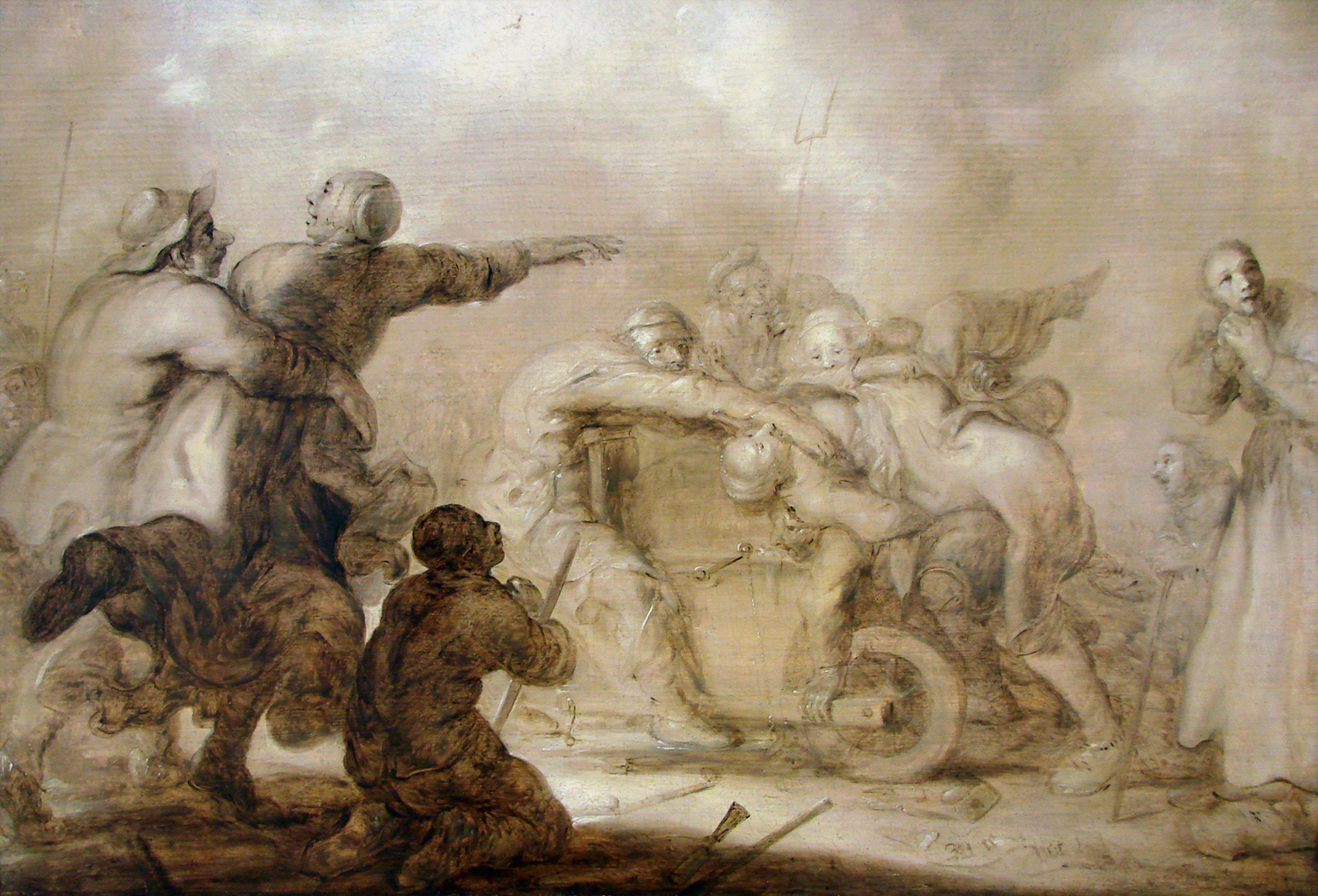
Al te bot ! (1610-1625)

## Opere
- Al-Arm, olio su tavola, 40 x 31 cm, 1632, Collezione privata[8]
- Coppia di contadini conversanti, olio su tavola, 29 x 23 cm, 1631, firmato e datato in basso a destra, Collezione privata[9]
- Bellezza e bruttezza, olio su tavola, 37 x 30 cm , 1628-1634, Collezione privata[10]
- Vestizione di un cavaliere, olio su tavola, 40 x 33 cm, 1631, Collezione privata[11]
- Danza della morte, olio su tela, 37 x 29 cm, 1630 circa, Museo dell'Ermitage, San Pietroburgo[12]
- Pesca delle anime, olio su tavola, 98 x 189 cm, 1614, Rijksmuseum, Amsterdam[13]
- Gli stupidi si divertono di più, olio su tela, 70 x 91,5 cm, 1661, Groeningemuseum, Bruges[14]
- Il porto di Middelburg, olio su tavola, 64 x 134 cm, 1625, Rijksmuseum, Amsterdam[15]
- Interno con eleganti figure che suonano, olio su tavola, 45 x 61 cm, Collezione privata[16]
- Estate, olio su tavola, 43 x 68 cm, 1614, Staatliche Museen, Berlino[17]
- Inverno, olio su tavola, 43 x 68 cm, 1614, Staatliche Museen, Berlino
- Al te bot !, olio su tavola, grisaglia, 1610-1625, Palais des Beaux-Arts de Lille, Lilla
- Frontespizio dell'opera Houwelyck di Jacob Cats, incisione, 1625, Universiteits-Bibliotheek, Amsterdam[18]
- Emblema - Post tristia dulcor, incisione, 1627, Universiteits-Bibliotheek, Amsterdam[19]